# Miroslav Stepanek
Miroslav Stepanek (nascido em 15 de janeiro de 1990, Olomouc) é um zagueiro do Hamburgo SV e também da  República Tcheca.
Stepanek já jogou no Kapfenberger SV da Alemanha na Bundesliga de 2008/2009. Hoje, joga no Hamburgo SV e utiliza a camisa 33. Manda nud3s sff